# Televisión web

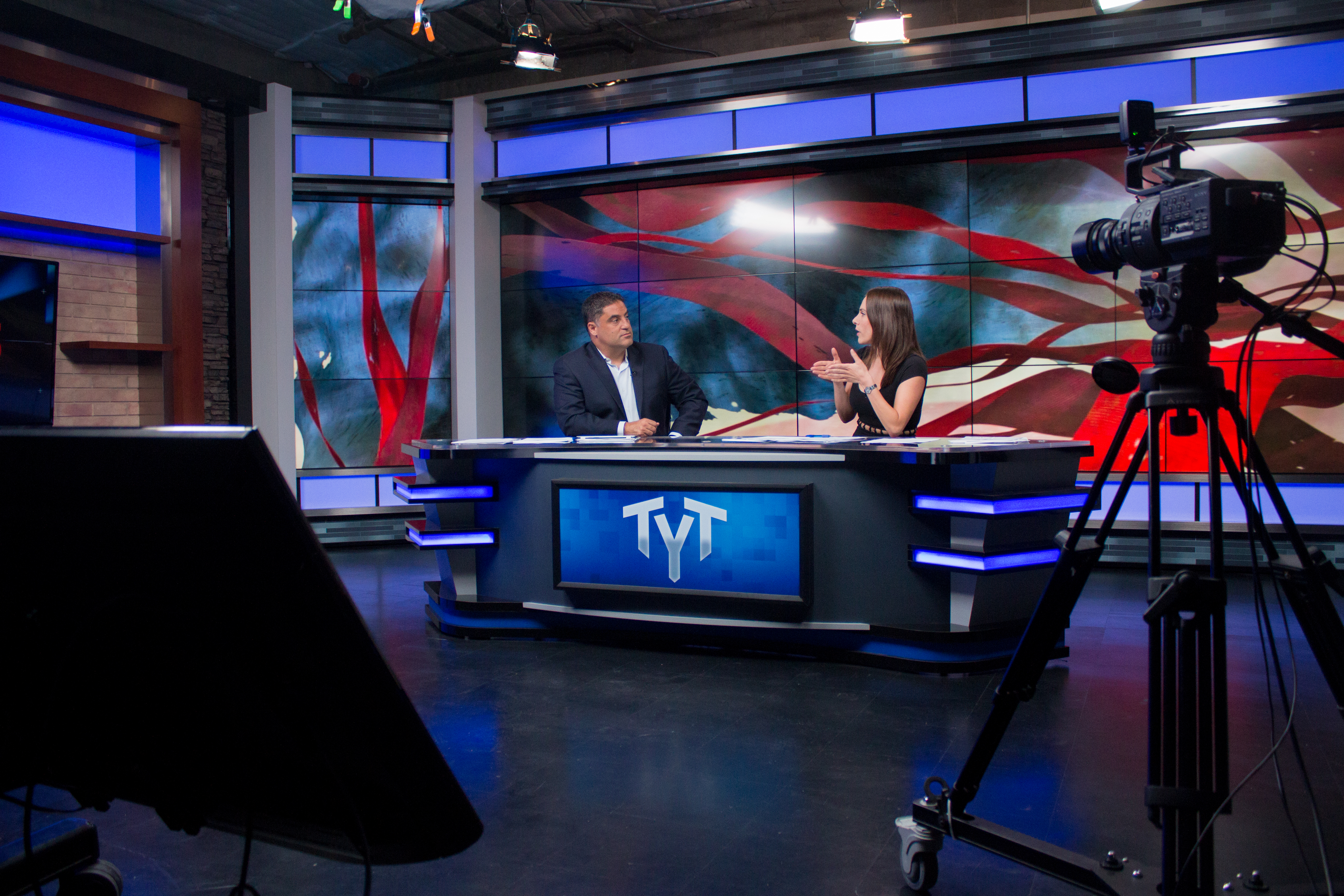
Ana Kasparian y Cenk Uygur en una discusión mientras presentaban el programa en vivo de The Young Turks el 23 de junio de 2015.

Televisión web (abreviadamente web TV) es contenido original de televisión producida para difusión a través de la World Wide Web.
Contenido de televisión web incluye serie web como Maridos  (2011-presente); miniseries originales como Dr. Horrible's Sing-Along Blog (2008 ); cortos animados como los de Homestar Runner; y videos exclusivos que complementan las emisiones de la televisión convencional.
Algunos distribuidores principales de televisión web son YouTube, Myspace, Newgrounds, Blip.tv, y Crackle (Crujido).
Algunos ejemplos de empresas de producción de televisión web son: Next New Networks, Vuguru, Revision3, Deca, Generate LA-NY y Take180.

## Características generales
Las principales diferencias y particularidades de la televisión web con respecto a la televisión tradicional son las siguientes:
- Los vídeos pueden tener una capa de interactividad en la que pueden ir apareciendo enlaces o anotaciones en el propio vídeo, dependiendo del software utilizado para distribuirlo
- Se suele acceder a los vídeos uno por uno y en cualquier momento, en oposición a los tradicionales canales de televisión donde había que visionar los programas a una hora determinada y uno detrás de otro
- Los formatos tienden a acortarse, con vídeos de menor duración en general
- El acceso al contenido audiovisual puede hacerse a través de una gran variedad de dispositivos, entre los que destacan las televisiones inteligentes, los ordenadores de sobremesa, portátiles, tabletas y teléfonos inteligentes.
- La medición de estadísticas de visionado (audiencias) puede ser mucho más precisa que en la televisión tradicional
- Con la aparición de los chats en teléfonos móviles inteligentes, cualquier usuario puede convertirse en micro emisor de vídeos para pequeñas colectividades, lo que amplía aún más el espectro de la televisión web

Al investigar sobre el tema, investigadores como Amanda D. Lotz destacan principalmente el método de distribución (Internet-Distributed Television) de estos contenidos audiovisuales -internet en oposición a señales radioeléctricas abiertas, transmisión por cable o sistemas satelitales-, además de considerar que dentro de esta definición no caben las producciones amateurs.

## Géneros de web TV más comunes
Los contenidos audiovisuales más comunes creados específicamente para internet son del tipo webserie, bien de imagen real o de dibujos animados; shows de variedades con entrevistas o monólogos con invitados (muy propios de YouTube, donde podemos encontrar géneros totalmente nuevos como los vídeos tipo vamos a jugar o Let's play, en inglés), y los contenidos complementarios a programas que se emiten en televisión convencional. También se pueden encontrar cortos cinematográficos, episodios piloto que tratan de obtener atención del público o captar financiación (a veces mediante micromecenazgo), vídeos corporativos de empresas, vídeos caseros muy frecuentemente de caídas o animales domésticos, parodias de anuncios o personajes públicos, u otros géneros menores.

## Soportes tecnológicos utilizados para la distribución de web TV
Para dibujos animados y animaciones interactivas se utilizó durante mucho tiempo el software Flash Player (hasta 2005 aprox.). Durante los años 2000-2005 los vídeos en internet se distribuían principalmente utilizando el software Windows Media de Microsoft. A partir de 2005, el software Flash Player mencionado se enfoca también a la distribución de vídeo y YouTube, así como otras plataformas, lo adoptan convirtiéndose en el estándar de vídeo para internet. Desde aprox. 2010 este sistema convive con la implementación del estándar HTML5, que sirve de base para distribuir vídeos principalmente en el formato H.264, aunque también se utilizan otros códecs dependiendo del navegador web utilizado. En los teléfonos inteligentes, a menudo se accede a los vídeos a través de aplicaciones específicas.

## Breve historia de la Televisión Web de habla hispana
Durante los años 2000-2004, se popularizaron las animaciones flash y algunos ejemplos son la serie Huevocartoon, de origen mexicano o los vídeos de apoyo al programa de TV convencional Operación Triunfo 2001 que surgieron de la página Portalmix, más tarde denominada web oficial del programa mencionado.
En 2004-2005 un buen ejemplo son las entrevistas realizadas por Pedro Alonso Pablos a personalidades del cine y la TV como Santiago Segura, Florentino Fernández, Guillermo del Toro, José Luis Moreno, Álex de la Iglesia y otros. También en 2004 surge la serie de animación de habla hispana para adultos Cálico Electrónico, otro ejemplo de notable éxito entre 2005-2010.
Desde la aparición del portal de vídeos YouTube, este ha absorbido la mayor parte de estrellas y shows, además de videobloggers y lo que se ha venido a denominar youtubers (estrellas de YouTube). Algunos ejemplos de youtubers populares son Isasaweis, especialista en comentar temas de cosmética y belleza para la mujer; o AuronPlay, y más youtubers.
A partir de 2010, otros conglomerados de contenidos procedentes de la televisión tradicional han efectuado esfuerzos por distribuir contenido específico para internet, como es la sección El sótano de Antena 3, ubicada en la web de Antena 3, donde esta empresa aglutina webseries que no se emiten en la televisión convencional.
En la actualidad la Televisión Web es algo normal, de uso diario y constituye una de las principales fuentes de visionado de contenido audiovisual para la audiencia generalista.

## Hitos internacionales recientes de la Televisión Web
En 2008, se creó la International Academy of Web Television o Academia Internacional de la televisión Web (una organización con sede en Los Ángeles) formada con la misión de organizar y apoyar a los ejecutivos, actores, productores y autores de televisión web. La organización administra a la selección de los ganadores de los Streamy Awards (Premios Raudalosos).
En 2013, Netflix hizo historia al ganar las primeras nominaciones de los Primetime Emmy Award para series web y web televisión con House of Cards, Arrested Development y Hemlock Grove en la 65 Primetime Emmy Awards.